# Diritti LGBT in Portogallo

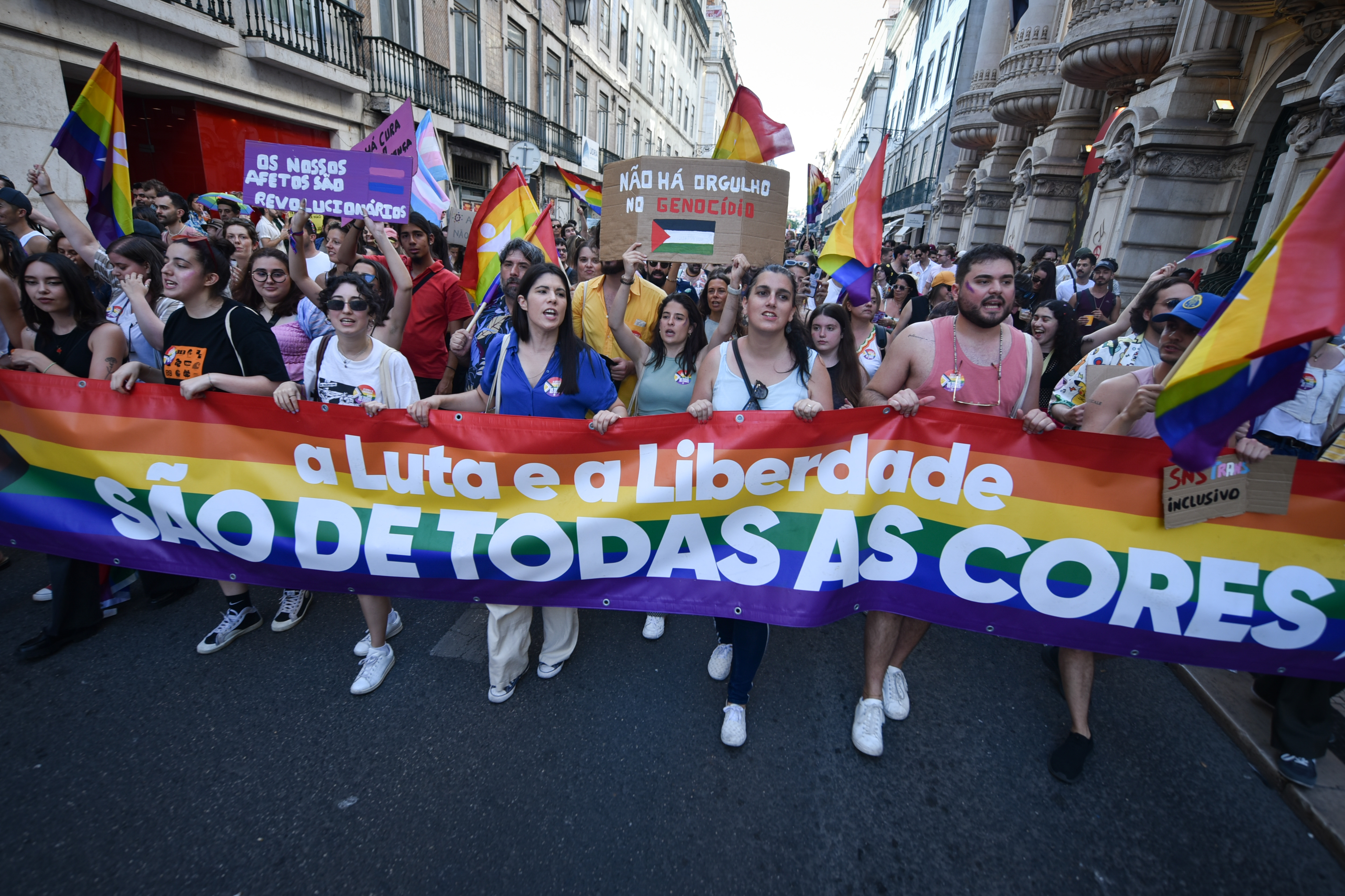
24a marcia dell'orgoglio LGBT+ a Lisbona, giugno 2023.

I diritti delle persone LGBT (lesbiche, gay, bisessuali e transgender) in Portogallo sono solo leggermente differenti rispetto a quelli delle persone eterosessuali, in quanto lo Stato tutela ampiamente le persone LGBT.
Il Portogallo possiede delle leggi estese in materia di protezione dalle discriminazioni ed è uno dei pochi Paesi del mondo a contenere un divieto di discriminazione basata sull'orientamento sessuale nella propria costituzione.
Dal 5 giugno 2010 il Portogallo è diventato l'ottavo Paese del mondo a riconoscere il matrimonio egualitario.

## Storia del diritto penale portoghese
L'omosessualità è stata de-criminalizzata per la prima volta nel 1852, sotto la reggenza di Maria II e Ferdinando II, ma venne nuovamente criminalizzata nel 1886, con il re Luigi: ciò porto un clima di crescente oppressione per la comunità LGBT all'interno del paese fino al periodo della dittatura Salazar.
Fu solo nel 1983 che l'omosessualità venne de-criminalizzata per la seconda e definitiva volta.
L'età del consenso è stata parificata con quella eterosessuale nel 2007.

## Tutele per le coppie omosessuali
Il Portogallo riconosce la convivenza per le coppie formate da persone dello stesso sesso dal 5 maggio 2001 e il matrimonio egualitario dal 5 giugno 2010.
Il matrimonio per le coppie omosessuali è stato legalizzato sotto il secondo mandato del governo socialista di José Sócrates passando dal parlamento portoghese con il sostegno degli altri partiti di sinistra. Alle coppie sposate di formate da persone dello stesso sesso sono concessi tutti i diritti delle coppie sposate eterosessuali.
Dal 2016 il diritto portoghese prevede l'adozione anche per le coppie formate da persone dello stesso sesso.

## Leggi contro la discriminazione
Nel 2003 sono entrate in vigore le prime leggi contro la discriminazione basata sull'orientamento sessuale nell'occupazione, in particolare nei settori di: accesso al lavoro e all'occupazione, protezione contro le discriminazioni nei luoghi di lavoro e contro le molestie sessuali.
Dal 2004 la costituzione vieta qualsiasi forma di discriminazione basata sull'orientamento sessuale rendendo il Portogallo uno dei pochi Paesi al mondo a sanzionare il divieto di discriminazione basata sull'orientamento sessuale nella propria costituzione.
Nel 2007, con l'entrata in vigore del nuovo codice penale, il Portogallo ha espanso la legislazione antidiscriminatoria.
Nel 2013 il parlamento del Paese ha approvato una legge che aggiunge «l'identità di genere» ai crimini d'odio nel codice penale (che dal 2007 includeva «l'orientamento sessuale»).
Nel 2015 il parlamento portoghese ha approvato, all'unanimità, una misura che rende il 17 maggio la Giornata nazionale contro l'omofobia e la transfobia.

### Servizio militare
Il Portogallo consente a tutti i cittadini di servire apertamente nelle forze armate indipendentemente dall'orientamento sessuale, poiché la costituzione vieta esplicitamente ogni discriminazione in tale riguardo.

## Donazione di sangue
Nel 2010 il parlamento ha approvato all'unanimità una petizione per consentire agli uomini gay e bisessuali di essere autorizzati a donare il sangue. A settembre 2016 (dopo una serie di rimandi), le nuove regole sono entrate in vigore per consentire alle persone omosessuali e bisessuali di donare il sangue (dopo un anno dall'ultimo rapporto a rischio e certificando la propria condizione negativa alle malattie sessualmente trasmissibili).

## Opinione pubblica
Un sondaggio di Eurobarometro pubblicato alla fine del 2006 ha rivelato che solo il 29% dei portoghesi intervistati supportava il matrimonio egualitario e il 19% si dichiarava favorevole al diritto per le coppie omosessuali di adottare. Un sondaggio di Angus Reid pubblicato l'11 gennaio 2010, ha mostrato che il 45,5% degli intervistati si dichiarava favorevole al matrimonio egualitario mentre il 49,3% si esprimeva in maniera contraria. Un sondaggio di Eurobarometro pubblicato nel 2015 ha scoperto che il sostegno per il matrimonio egualitario è cresciuto al 61% nella popolazione portoghese.

## Tabella riassuntiva
| Decriminalizzazione dei rapporti omosessuali                                               | (dal 1852 al 1886; e dal 1983)                                             |
| La stessa età di consenso per relazioni eterosessuali e omosessuali                        | (dal 2007)                                                                 |
| Leggi contro la discriminazione a base di orientamento sessuale sul posto di lavoro        | (dal 2003)                                                                 |
| Leggi contro la discriminazione a base di orientamento sessuale nel offrire beni e servizi | (dal 2004)                                                                 |
| Crimini d'odio incluso l'orientamento sessuale e l'identità di genere                      | (dal 2007 per l'orientamento sessuale e dal 2013 per l'identità di genere) |
| Unione civile                                                                              | (dal 2001)                                                                 |
| Matrimonio egualitario                                                                     | (dal 2010)                                                                 |
| Adozione del figlio del partner per le coppie omosessuali                                  | (dal 2016)                                                                 |
| Adozioni per le coppie omosessuali                                                         | (dal 2016)                                                                 |
| Genitorialità automatica per entrambi i coniugi dopo la nascita                            | (dal 2016)                                                                 |
| Accesso alla fecondazione in vitro per le coppie lesbiche                                  | (dal 2016)                                                                 |
| Autorizzazione a prestare servizio nelle forze armate                                      | (dal 1999)                                                                 |
| Autorizzazione a prestare servizio nelle forze armate per le persone transgender           | (dal 2023)                                                                 |
| Diritto di cambiare legalmente genere                                                      | (dal 2011)                                                                 |
| Diritto di cambiare legalmente genere di appartenenza in base all'autodeterminazione       | (dal 2018)                                                                 |
| Transizione transessuale legale                                                            | (dal 2018)                                                                 |
| Riconoscimento del genere non binario                                                      | No                                                                         |
| Minori intersessuali protetti dagli interventi chirurgici invasivi                         | (dal 2018)                                                                 |
| Maternità surrogata                                                                        | (illegale per tutti, a prescindere dall'orientamento sessuale)             |
| Terapie di conversione vietata sui minori                                                  | (dal 2024)                                                                 |
| Permesso di donare il sangue                                                               | (dal 2016; solo dopo 1 anno dall'ultimo rapporto)                          |